# 斎藤元彦
斎藤 元彦（さいとう もとひこ、1977年〈昭和52年〉11月15日 - ）は、日本の政治家、元総務官僚。第53・54代兵庫県知事。本名は齋藤 元彦（読み同じ）。

## 来歴

### 生い立ち
兵庫県神戸市須磨区に生まれる。実家はケミカルシューズの製造会社を経営しており、長田区と須磨区において事業を行っていた。
元彦という名前は、元兵庫県知事で斎藤の親族の仲人を務めたこともある金井元彦にあやかり、祖父が命名した。

### 小学生から高校生時代
神戸市立若宮小学校に入学。
中学受験で六甲中学校を目指すも不合格となり、愛媛県の愛光中学校に入学。6年間の寮生活を送る。中学校ではソフトボール部に所属。体育祭では愛光中学校・高等学校の恒例行事であるふんどし姿で踊った。高校2年時には、寮長を務め、計800人ほどを束ねていた。
同級生に竹内康祐元アナウンサーがいる。なお竹内元アナとはソフトボール部でもチームメイトであり、その後互いに一浪して入学した東京大学でも同級生だった。

### 大学時代
高校卒業後、三宮の予備校での1年間の浪人期間を経て東京大学へ入学。在学中は、あまり授業へ出なかったため、留年することとなった。加えて、不況の煽りを受け、家業が傾いたことで、一時は学費の捻出が困難な状況となったものの、育英会から奨学金を受け、これを乗り切った。斎藤によれば、この際初めてセーフティーネットの重要性に気づき、行政そして政治の道に進むことを考え始めたという。

### 総務省時代
2002年（平成14年）春、東京大学経済学部を卒業して総務省へ入省。同年10月、三重県に出向。2003年（平成15年）9月、同省に戻り大臣官房総務課、2005年（平成17年）4月、同自治財政局公営企業課地域企業経営企画室、2006年（平成18年）4月、内閣官房副長官補付（内政）。
2008年（平成20年）4月、新潟県佐渡市に出向し、企画財政部長を担当。
2011年（平成23年）4月、同省に戻り、大臣官房企画課課長補佐、同年9月、同大臣官房秘書課秘書専門官、2012年（平成24年）12月、自治財政局地域自立応援課課長補佐として、福島県相馬郡飯舘村に派遣される。
2013年（平成25年）7月、宮城県に出向し、県財政課長を担当。東日本大震災の復興対応に当たった。そのなかで、復興関連で兵庫県から派遣された職員と親しくなり、「牛タン倶楽部」と揶揄されるほどに一緒に行動したのが、後に側近となる片山安孝以下の4人組だった。佐渡で主張した財政感覚は、維新の思惑と一致した。その当時の活躍が松井一郎の目に留まるところとなり、後に井戸敏三の後釜を決める兵庫知事選の候補に抜擢されることになる。
2016年（平成28年）4月、同省に戻り、高市早苗総務大臣時代に、自治税務局都道府県税課課長補佐、2017年（平成29年）7月、同都道府県税課理事官。
2018年（平成30年）4月、大阪府に出向し、同府財務部財政課長を担当。維新府政の「身を切る改革」を財政課長として3年間にわたり支える。2021年（令和3年）3月22日、同年7月に行われる2021年兵庫県知事選挙の立候補者として取り沙汰され、同月25日、兵庫県議会の自民党会派有志が斎藤に立候補要請を手渡し、同月末付にて総務省を退職。同日、兵庫県知事選挙への立候補会見を開いた。

### 兵庫県知事選挙（2021年）

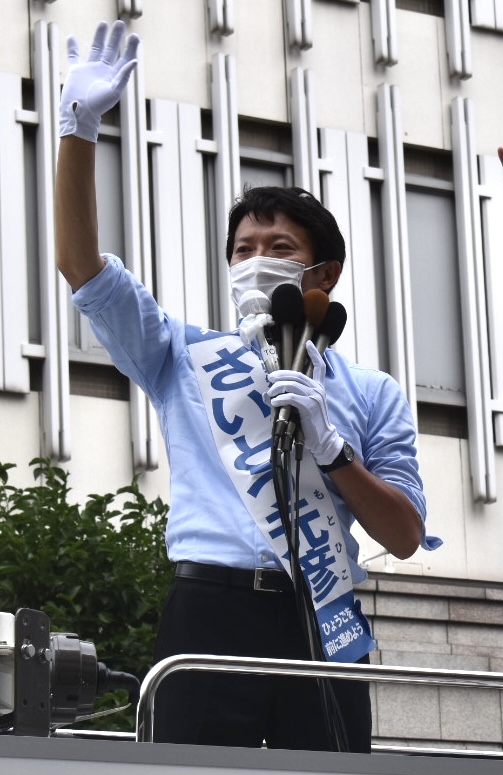
2021年7月4日に行われた街頭演説にて

自民党県連所属議員の多数は井戸県政時代の副知事だった金沢和夫を推したため、自民党の分裂選挙となった。2021年3月24日に、兵庫県議会の自民党議員団へ退団届を提出した自民党県議11名は、翌25日には新会派「自民党兵庫議員団」の届出を行い、同日午後3時からの記者会見を終えた午後6時、兵庫県民会館で斎藤に知事選への出馬要請書を手渡した。その後、日本維新の会の松井一郎代表の方針表明を受け、28日には兵庫維新の会も斎藤に立候補を要請。31日に斎藤は正式に立候補を表明。そして4月6日に日本維新の会が斎藤の推薦を決定。自民党本部は、4月12日に斎藤の推薦を正式に決定した。
斎藤は立候補の動機について、「井戸（敏三）県政からの禅譲、継承では財政が厳しく、コロナ禍で県民は将来を不安に思い次の挑戦は出来ず、新しい世代のリーダーが挑戦すべき」と述べ、「行財政改革を行い、財政基盤を再構築し、知事の給与、退職金をカットする」他、2019年8月にレクサス・LSからリース更新した県知事専用公用車であるトヨタ・センチュリーは「直ちに廃止する」と表明した。
選挙戦では日本維新の会からは松井代表に加えて吉村洋文副代表、また兵庫県出身の現職閣僚である西村康稔経済再生担当大臣と丸川珠代東京オリンピックパラリンピック担当大臣も応援に駆けつけた。7月18日の投開票の結果、金沢ら4候補を破り初当選を果たした。
当選後、自身が主張してきた政策の新事業や事業見直しを反映させる為に「新県政推進室」を設置する意向を表明。この県政推進室により、公約であった播磨灘や大阪湾の湾岸地域への大規模集客施設や企業誘致を目指す「ベイエリア再生」や、起業を志す若者を対象にした「スタートアップアカデミー」等の政策を策定する意思を示した。

### 兵庫県知事就任（1期目）
2021年8月1日付で第53代兵庫県知事に就任し、全国知事会のオンライン会議において新型コロナウイルス対策庁内連絡会議に初参加。翌8月2日午前9時頃に県庁へ初登庁。前知事の井戸敏三と事務引継ぎを行い、前述の「県政推進室」を翌週8月9日から稼働させる事を決定し、情報発信については、定例記者会見やTwitterを用いて積極的にする事を表明。新型コロナ対策として、まん延防止等重点措置が就任直後から再び適用されたことにより「協力金支給をスピードアップする」と表明し、最初の仕事として「ひょうごチャンネル」（兵庫県〈庁〉インターネット放送局）のYouTubeチャンネルにて自らの県民へのメッセージ動画を配信した。兵庫県の知事公邸は1987年に取り壊して現存しないため、斎藤の居住地は当面は須磨区の実家とし、そこから登庁する意向である事を説明した。
2024年9月19日、県議会による不信任決議が可決されたことを受け、10日以内に県議会を解散しなかった事により、同月30日付で地方自治法の規定により兵庫県知事を失職し（後述）、同年10月31日告示・11月17日執行の出直し選挙に立候補する意向を表明した。
パワハラ問題などである程度票を失い、接戦になると予想されたが、出直し選挙の投票が2024年11月17日20時に終了すると、即座に当選確実が報じられた。同月19日、兵庫県選挙管理委員会から当選の告示がなされ、この日から兵庫県知事に再び就任した。

#### 行財政運営
2021年12月16日に行財政運営方針見直し案を公表。最初に手を付けたのが、井戸がやってきたことを全否定することであった。井戸県政時代に耐震性不足により建て替え計画を進めていた県庁舎の再整備事業を凍結し、一部の海外事務所やアリーナの建設も廃止する意向を示した。計画では老朽化した庁舎を集約して高層ビルに建て替え、独立した議会棟を整備。事業費は維持費などを含め最大720億円を見込んでおり、周辺にはホテルや商業施設の誘致を想定していた。斎藤はこれに代わり耐震改修も検討する意向を示し、次年度以降に予算を縮減した新たな計画策定を目指すとした。24日には行財政運営方針見直し案について、市町向けの説明会が行われたが、市町へ配分してきた約10億円のひょうご地域創生交付金などの廃止やバス対策費補助の減額などの案に、異議が噴出。また、斎藤の思い入れの強い改革にもかかわらず、説明会に斎藤の姿はなく、首長たちは「なぜ、知事が説明してくれないのか。思いを語るべきだ」と批判。市町を軽視したかのような対応も反発を招き、見直し案には市町から200件以上の意見が寄せられた。兵庫県議会には「唐突過ぎる」と突き返され、見直し案の修正を余儀なくされた。見直し案では、市町への交付金は額を減らした上で廃止を1年先送りにした。斎藤は県議会で「県も市町も意識を変える必要がある」と財政状況への認識の甘さを強調したが、井戸県政時代の財政再建の取組に対しては一切触れず、「就任直後の今だからこそ、姿勢を示す唯一の機会だ」と述べた。だが、維新的な改革を彷彿とさせるやり方には、兵庫県議会運営を左右する最大会派の自民党にも根強い不満が燻っている。県幹部は「まだもう少し、譲歩することになる」と明かし、神戸新聞は県政が空転する可能性も大きいとした。2022年1月31日には斎藤の知事就任後初となる「県・市町懇話会」が開かれ、泉房穂明石市長が「協議もせずに予算を削減されたら市町は困る。協議をすると約束してもらわないと」と述べるなど市町長側は毎年度、市町と県が協議する場を設置するよう要望。斎藤は「協議の場を持つ方向で調整したい」と応じた。
2024年9月9日のモーニングショーにおいて泉房穂は、「前の知事がセンチュリーで批判されたので、乗るのをやめたのは事実だが、それ以上何をしたのかは分からない」と発言。

#### 企業との連携強化
井戸行政からの大きな変化の一つとして、企業との連携強化が挙げられる。2021年10月に企業と庁内各部局をつなぐ「ひょうご公民連携プラットフォーム」を設置した。
2024年8月現在、兵庫県が包括連携協定を締結している企業は25社であるが、そのうち14社は斎藤県政下で締結された。こうした企業との提携は、災害時に速やかな協力要請ができるようにする意図でコンビニとの締結から始まったものである。斎藤県政になり、スポーツメーカーやスポーツチームとの締結が目立つようになり、14社中6社がスポーツ関連となっている。兵庫県OBは、「声がかかるとなんでも連携協定を結んでいた印象がある」と言う。2022年にはアシックスと協定を結び、斎藤は同社のロゴ入りの服を頻繁に着用した。

#### 朝鮮学校への補助金
井戸前知事時代から全国で最大規模となっている朝鮮学校への県の補助金については、斎藤は「子供に罪はない」として、今後も支出を続ける意向を明らかにした。2022年度は約3600万円を支出しており、2023年度の当初予算にも盛り込まれた。

#### 新型コロナウイルス対策
2021年末から2022年初めにかけて新型コロナウイルスの感染者が急拡大した際、斎藤は当初、重症者数が少ないことや経済活動縮小への懸念から、政府への蔓延防止等重点措置の要請に消極姿勢を示した。一方、大阪府の吉村洋文知事は1月14日に病床使用率35%で重点措置を要請する意向を表明。1月19日に兵庫と大阪、京都の3府県知事がオンライン会議を開き、この時点で兵庫の病床使用率は37.8%と3府県で最も悪く、斎藤は「なぜ大阪は35%にこだわるのか。兵庫はもうもたない」と周囲に漏らし、両府知事にも非公式に窮状を伝えたが、この日の重点措置の要請は見送り、要請の決定は翌20日にずれ込んだ。そのため県幹部には「判断を先延ばしにし、大阪に合わせたと見られても仕方ない。大阪の追随を嫌った井戸知事なら違ったはず」との見方が広がった。また、斎藤はオミクロン株に合った対処方針を示すよう国に求めたが、どう変えてほしいのかを記者に問われると、「県からこう改めてというより、国が大きなガイドラインを示してほしい」と述べるなどし、産経新聞は斎藤について「国任せの姿勢も目立つ」と評した。兵庫県は3月15日に新型コロナウイルスの対策本部会議を開き、まん延防止等重点措置を3月21日の期限で解除するよう政府に要請した。病床使用率が下降傾向にあることなど政府が示した考え方に基づいて判断した。ただし同日に、後述の斎藤の新型コロナウイルスへの感染が判明したため、電話でやり取りをして了承を得た。
井戸敏三前知事が決めた対策を引き継いだ新型コロナウイルス対応などでは後手に回っていると評価されていた。そうした政治的な判断を鈍らせた背景には、ガバナンス（組織統治）にも影響していると、地元紙の神戸新聞は報じている。２０年続いた井戸県政では、県内を知り尽くした井戸氏のトップダウンが浸透し、知事の顔色ばかりをうかがう組織体質となった。だが斎藤は「知事が大きな道筋を示し、そのほかは各部局に任せる」というボトムアップ型の県政を標榜しており、その姿勢を支える屋台骨が、斎藤肝煎りの「新県政推進室」である。井戸県政時代には本庁や県民局の幹部ら総勢30名を集め、重要政策を決めていた会議を縮小し、わずか11人で県政の方向性を決定するものである。斎藤は「長時間、幹部が知事の話を聞くのは合理的ではない」とし、推進室の一部のメンバーだけで決定している。

#### 新型コロナウイルス感染とその影響
2022年3月14日深夜に斎藤と同居する家族が発熱。斎藤も3月15日朝、発熱やせきの症状が出たため、医療機関を受診した結果、抗原定量検査で陽性が判明した。兵庫県は15日に「斎藤が新型コロナウイルスに感染した」と発表し、職員などに濃厚接触者はいないという。斎藤は10日間の自宅療養となり、全面復帰は26日以降になる予定で、復帰するまでは副知事が代理で業務を行う。都道府県知事で初のコロナ感染者となった。斎藤は15日昼、Twitterを更新して「今朝から発熱し、先ほど新型コロナ感染が確認されました。皆様にご心配、ご迷惑おかけしております」と感染を公表した。「症状は、発熱と咳で比較的軽症です、公務もリモートなどで対応してまいります」と記し、「皆様もお気をつけください」と注意を呼びかけた。そのため兵庫県議会は3月16日、臨時の議会運営委員会を開き、3月24日までとしていた定例会の会期を30日まで延長する方針を確認した。すでに2022年度当初予算案を審議する予算特別委員会は、斎藤が出席予定だった16日の総括審査を延期。議会運営委員会では、藤本百男議長が「知事出席の下で議会日程を進めるのが望ましい」と提案し、委員から異論は出なかった。新たに取り決めた定例会の日程は、斎藤の復帰が見込まれる28日、29日に予算特別委員会を再開し、30日を最終日として予算案や追加議案、請願などを採決する。議会事務局によると、兵庫県議会本会議の会期延長は1978年（昭和53年）以来で44年ぶりのことである。新型コロナウイルス感染で療養中の斎藤は、16日のTwitterで「昨日は発熱が38度台と倦怠感で苦しい感じでしたが、今朝からは、解熱剤効果もあり、少し下がっています。頭痛や咳は続いています」と説明。また「昨日はゼリーやバナナくらいでしたが、少し食欲回復してきました。解熱剤（ロキソニン系）、ゼリーやポカリは発症直後には欠かせないもので一定ストックが必要と思います」と病状を記した。3月19日にTwitterを更新して「今日で4日目。3日目まで症状が強いと聞いてましたが、私も、昨日まで、発熱や倦怠感で解熱剤服用が続きました。花粉や低気圧もあるのか、鼻づまりと頭痛も強くしんどかったですが、今日から少し和らいできました。咳は残ってます」と病状を伝えた。

#### 知事公用車の変更
初登庁時、選挙前からの公約のとおり知事公用車のセンチュリーには乗車せず、県庁が所有する公用車であるトヨタ・ヴェルファイアに乗車したが、あくまでも職員向けの公用車のため、当面は前述の車両を代用するが、新たな知事公用車については協議中としていた。最終的に県議会議長の公用車とあわせて約770万円の解約違約金を支払い、2021年9月7日でリース契約を打ち切る方針を決め、車を返却。違約金は知事車が約240万円、議長車が約530万円で、議長車の方が走行距離が長かったため差が出た。その後、兵庫県知事と兵庫県議会議長の公用車は、一般競争入札の結果、トヨタ・アルファードに決まった。県によると、アルファードのリース代は2台で月額計14万5000円（税別）で、契約期間は2022年6月から7年間の予定である。

#### 大阪・関西万博の支援
大阪・関西万博が開かれる人工島夢洲での会場建設が本格化する中、兵庫県が尼崎市臨海部に建設資材の運搬拠点となる埠頭を設ける方針を固めた。場所は夢洲の北西2.5キロに位置する埋め立て処分場「フェニックス事業用地」の一部で、夢洲に約8分で船舶輸送できる。万博期間中も入場者が車を止めて船に乗り継ぐ拠点とする。すでに事業用地は「大阪湾フェニックス計画」の一環で埋め立てをほぼ終え、東側の一部300メートルの岸壁と接続地3ヘクタールを埠頭とし、周辺の42ヘクタールを分譲予定地とする。すでに土地改良工事を始めており、兵庫県は取材に「万博会場の建設に携わる事業者に積極的に（活用を）働きかけていきたい」と認めた。
斎藤は、2021年10月12日午前にラジオ関西の番組に出演し、大阪・関西万博について、会場になる夢洲と兵庫県内各地を「船でどうやってつなぐか考えていきたい」と述べ、海上からの万博へのアクセス経路を開設する意向を強調した。夢洲の立地については「船で尼崎から行くと20分ぐらいで着く。めちゃくちゃ近くて兵庫県に来てもらいやすい」と述べたが、兵庫県への来県者が増える根拠は示されなかった。斎藤は「西宮も芦屋も素晴らしいマリーナがあるので、ベイエリアのリゾート感も楽しんで」もらえると語り、持論であるベイエリアの開発を強調した。

#### 日本維新の会との連携
斎藤知事は、日本維新の会と自民党による異例の共闘で知事に就任し、大阪との連携強化など「維新指向」とも取れる政策を展開している。2021年12月26日、関西の成長戦略を話し合うため、大阪と兵庫両府県のトップが初めて開いた連絡会議で吉村洋文大阪府知事は「兵庫と大阪の港を経営統合し『関西港』をつくる。それぐらいしないと、釜山や上海と張り合うのは難しい。どうですか?」と、事前の打ち合わせにない提案を突然、持ち出した。大阪港と神戸港などを一体化し、浮揚させるアイデアに斎藤前知事は「大事な視点。合理的な港湾の経営について議論は必要」と同調した。ただし、神戸港と大阪港は成り立ちや役割も違い、神戸市に了解を得ていない案は今後紛糾する可能性もある。この会議で斎藤知事と吉村大阪府知事は、次回以降、久元喜造神戸市長を会合に招く約束をした。また、この会議では斎藤知事から持ち掛け、大阪・関西万博を見据えた海上交通や観光分野での連携を中心に協議した。吉村大阪府知事との近さを示し、自身の存在や政策をPRする狙いもあったと地元紙の神戸新聞は報じている。議論は終始、斎藤知事が大阪府財政課長時代に上司であった吉村大阪府知事がリードした。維新政治に懐疑的であった井戸敏三元知事ではあり得なかった大阪府との緊密な連携に、自民県連幹部は「あのような会議が開かれると『やっぱり斎藤は維新やな』と見られる」と語った。また、2022年1月に維新の門隆志兵庫県議は、行財政改革を議論する特別委員会で「次の県議選で1議席でも多く獲得し、知事と一緒に県政改革を進める」と公言。維新県組織の幹部によると、改革の進展や大阪との協力姿勢が結果的に維新を後押ししていると満足しているという。こうした動向に、自民県連幹部は「維新が議席を伸ばせば、県政に口出しする機会が多くなる。大阪からの要求が増えるのも確実だろう」と神経を尖らせているとして、神戸新聞は斎藤県政の足元が揺れ始めていると論じた。一方で2022年9月には、日本維新の会から党の顧問就任を打診されたものの、固辞していた。

## 人物
- 幼い頃、祖父が経営の厳しさについて話しているのを耳にし、「地場産業を大切にしたい」と思ったことが政治を志す原点になった[1]。
- 総務官僚として省内勤務をはじめ、新潟県佐渡市、福島県飯舘村、宮城県庁、大阪府庁と数々の地方自治を経験し、兵庫県政を志した[1]。
- 趣味は読書、ジョギング、寺社巡りで、大河ドラマやお笑い番組も好きである[1]。

### 親族
母方の祖父は日本ケミカルシューズ工業組合元理事長の大澤伸剛。伯父はオオサワ ポートアイランドゴルフ倶楽部代表取締役、神戸新聞厚生事業団評議員の大澤裕信。妻は新日本空調元社長の娘で、三菱UFJ銀行元行員

## 兵庫県庁内部告発文書問題

### 概要
この告発文書は「斎藤元彦兵庫県知事の違法行為等について」と題する告発文書で、2024年3月12日付で、元西播磨県民局長から兵庫県警、報道機関4社、国会議員1名、県議4名の合わせて10の外部通報機関に匿名で送付されたことに端を発し、同年3月27日に斎藤前知事が記者会見の席上で、「不満があるからと言って、業務時間中に“嘘八百”含めて、文書を作って流す行為は公務員失格です」と厳しい言葉で糾弾したことで全国的に広がりを見せた。さらに、告発した西播磨県民局長が同年7月7日に「一死をもって抗議する」との言葉を残して自死したことで、報道が過熱化していった。文書問題調査特別委員会（百条委員会）に招聘された公益通報制度の専門家も3月27日の斎藤前知事の記者会見での発言がなければ何も起こらなかったのではないかと指摘している。
しかし、県民や一部の議員からは告発文書自体の信憑性や百条委員会での審議に対して疑問の声が上がっている。
告発文書には、以下7項目にわたる内容が記されていた。
1. 五百旗頭真先生ご逝去に至る経緯
2. 知事選挙に際しての違法行為（幹部による事前運動）
3. 選挙投票依頼行脚
4. 贈答品の山（知事のおねだり体質）
5. 政治資金パーティー関係
6. 優勝パレードの陰で（プロ野球阪神・オリックス優勝パレード関係）
7. パワーハラスメント

文書問題調査特別委員会（百条委員会）では、この「7つの疑惑に対する事実関係の把握」と「告発文が公益通報にあたる内容かどうか」が百条委員会で話し合われている。
告発文問題に関して、公益通報者保護法やそれに関するQ＆Aなどの資料は消費者庁に多く用意されている。
兵庫県知事定例記者会見で報道機関とのやり取りにおいても告発文問題が議論されている。
上記1、4、7および公益通報について百条委員会で調査が進んでいる。

### 経緯

#### 3月
2024年3月12日付の「斎藤元彦兵庫県知事の違法行為等について」と題された７つの疑惑が記された告発文書を、西播磨県民局長（当時60歳）が、兵庫県警、報道機関4社、国会議員1名、県議4名の合わせて10の外部通報機関に匿名で送付した。公益通報者保護法では「対象となる通報を顕名(実名)の通報に限定しておらず、匿名であっても、本法に定める要件を満たしていれば公益通報をすることができる。」としている。
3月15日頃、上記外部通報機関が告発文書を受け取った。告発文書は、「ひょうご震災記念21世紀研究機構理事長の五百籏頭眞が死に至る経緯」「2021年知事選での県幹部による事前運動」「業界団体に対する次期知事選の投票依頼」「複数企業への贈答品のおねだり」「政治資金パーティーにおける県信用保証協会理事長らによる購入依頼」「セ・パ優勝パレードにおけるキックバック強要」「職員へのパワーハラスメント」など7項目の疑惑が記載されていた。兵庫県警へ送付された告発文書は、2号通報（公益通報者保護法第3条第2号の権限を有する行政機関等への公益通報）としての要件を満たす場合、保護対象となり解雇や減給やその他不利益な取り扱いを受けないとされるが、兵庫県警は8月20日時点で記載内容や匿名の文書であることなどを総合的に考慮した結果、公益通報（2号通報）ではないとして受理していない。この告発文書について、斎藤前知事は9月5日の文書問題調査特別委員会（百条委員会）において「3月20日に民間の一般人から情報提供を受け入手した」と証言している。
3月21日、斎藤前知事が片山前副知事、元県民生活部長、元総務部長、産業労働部長に告発文の内容を相談した。斎藤前知事が片山前副知事らに「徹底的に調査」を指示されたと片山前副知事が百条委員会で証言している。公益通報の外部通報では、「利益相反関係の排除」の措置が取られなければいけないとされている（公益通報者保護制度の概要と実務上の留意点）。
3月21日 - 24日、告発者捜しのため、メール確認や打ち合わせ等を重ね、元西播磨県民局長が告発者だとあたりを付けて3か所同時に3月25日に調査を開始することを決定した。片山前副知事も3か所同時調査は認めている。
3月25日、県議会関係者によれば、副知事と県人事課長は赤穂郡上郡町にある西播磨県民局をアポなしで訪れ、元西播磨県民局長のパソコンを「押収」した。
3月27日、兵庫県は同月末の退職予定者の中に懲戒処分の可能性が高い不適切行為が確認されたとして、3月31日付の人事異動を一部取りやめたと発表した。退職取りやめとなったのは元西播磨県民局長と、文書の作成や流布に関わった疑いがあるとされる自己都合退職の予定だった産業労働部次長の女性である。
3月27日、斎藤前知事は同日の定例記者会見で「事実無根の内容が多々含まれおり、職員の信用失墜や名誉毀損など法的課題がある」として、「業務時間中なのに嘘八百含めて文書を作って流す行為は、公務員としては失格。被害届や告訴などを含めて法的手段を進めている」と述べた。

#### 4月
4月1日、優勝パレードに関する連絡調整を担当していた県民生活部総務課長（以下単に「総務課長」とする）は、異動人事で県の外郭団体に出向した。4月2日、斎藤前知事は元西播磨県民局長の処分について弁護士を入れて調査することを明らかにし、第三者委員会の設置については否定した。また、パワハラなど自身の疑惑の真偽については「全体を精査した上で伝えた方がよい」と回答を避けた。
4月4日、元西播磨県民局長は県の公益通報制度を利用し、庁内の窓口に疑惑を通報。制度を所管する県政改革課が事実関係を調査することになった。
4月12日、文書作成に関わった疑いがあるとして元西播磨県民局長とともに退職を保留していた次長級の女性幹部職員について、「調査の結果、懲戒処分に該当する事実はなかった」として、同日付で自己都合退職を認める人事を発令した。同課は「退職を保留するだけの材料はあったが、調査で懲戒処分に該当しないと判断した」と説明した。
4月16日、県産業労働部の部長が、文書に記載された贈答品の一つに関し、受領したことを認めた。「兵庫県の商品を（知事に）PRしてほしい」と思い、「自分宛てに商品を送ってほしい」と依頼。商品が届いたが、秘書課と相談して返すことになり、開封しないまま倉庫で保管していたという。
4月20日、元西播磨県民局長による告発書では「一連の不正行為と調整で精神が持たなかった」などと記されていた元総務課長が自殺した。23日になって職員向けのサイトに訃報が掲載された。また元総務課長の死亡について、斎藤前知事は24日の記者会見で「遺族の意向で公表していなかった」と説明している。また、元総務課長が亡くなった後に職場の有志で子どものために「遺児育英資金」を集めようとする動きが起こるが、県幹部によって止められていた。サンテレビはこの元総務課長についてのその後の取材で「元課長は警備やコスト削減、大阪府などとの調整に苦労していたが、補助金の増額には関与していなかった」と不正への関与を否定する報道をしている。
4月24日、丸尾牧県議（無所属、緑の党グリーンズジャパン）が斎藤前知事に対し、文書の内容を外部有識者らが調査する第三者機関の設置や、パワハラの有無を調べるための職員アンケートの実施などを求める申し入れを行った。26日、斎藤は第三者機関の設置について「人事当局が弁護士と相談しながら詳細な調査をしている」などとして、否定的な考えを示した。

#### 5月
5月7日、県は、人事課の担当者と藤原正廣弁護士による内部調査の結果の公表ともに、元西播磨県民局長を停職3カ月の懲戒処分と、贈答品の受領を認めた産業労働部長の訓告処分を発表した。県の内務調査では、3月12日の告発文書で名前が挙げられていた斎藤前知事を含む県職員や企業関係者ら全員に対してヒアリングを実施した結果、記載された事案で核心的な部分が事実ではないとし、3月12日の告発文書は知事や職員に対する誹謗中傷であり、不正行為であると判断した。また、以下の不正行為も、元西播磨県民局長の懲戒処分の理由だと説明した。
- 公用パソコンで2011年から計200時間ほど掛けて業務と関係のない私的文書を多数作成していたこと[138]
- 当時西播磨県民局長であった2022年5月に、部下の職員に対して匿名で人格を否定する文書を送付するハラスメント行為を行ったこと[138]
- 人事課の管理職時代に私的に特定の職員の顔写真データを持ち出していたこと[139]

県は「調査手法は申し上げられない」としつつ、人事当局による関係者への事情聴取などで「必要十分な調査を行えた」と述べた。「県の信頼は回復できたものと考えており、第三者委員会の設置は必要ない」とした。
5月8日、斎藤前知事は記者会見で、元西播磨県民局長から4月4日に県の公益通報窓口へ告発文書の提出がなされている現段階で処分した理由について、「通報以前に行われた本人の非違行為に対して懲戒処分を行うことを、人事当局と協議しながら判断した。（藤原正廣）弁護士からも問題がないと見解を聞いているので、それに沿って判断した」と述べた。
5月9日、立憲民主党県議などで構成される会派「ひょうご県民連合」が第三者機関を設置し調査をするよう県に申し入れた。会見で県議は「調査開始前の段階で知事が『うそ八百』『事実無根』と表明した後、知事の下の職員が内部調査をしただけ」と批判した。同月14日、斎藤は第三者機関の設置を検討していると述べ、外部調査に否定的な従来方針を転換した。同月15日、無所属の県議3名が県に対し第三者委員会の設置を申し入れた。同日、丸尾牧県議が県職員を対象に独自に実施したアンケートの結果を公表。4月下旬に出勤途中の職員にアンケート300枚を配り、21人が回答。うち7人が知事や幹部のパワハラ、6人が知事や幹部への物品供与を回答で指摘したという。丸尾牧県議は「匿名であり、事実関係は不明」とした上で、パワハラについては「イベント時にマスコミの取材がないと、担当課を怒鳴り散らしていた」「チラシに自分の写真がないと怒る」「庁外での公務イベント時には、目的地に15分前に着かないと激怒。随行の秘書が罵倒される」「考古博物館で駐車位置が気に入らないと激怒」などの回答があったと明らかにした。
5月15日、県政与党である自民党県議団が総会を開き、第三者機関や、百条委員会の設置について協議。百条委については会派内で意見が割れ、結論は出なかった。16日には県議会各会派の代表者会議が行われ、自民党と公明党が第三者機関の設置を県に要請する意向を示した。同日には日本共産党も第三者機関の設置を県に申し入れた。
5月16日、議員が県議会で、自殺した総務課長について質問。斎藤前知事の側近とされる部長が答弁に立ち「亡くなったかどうか、現時点ではお答えできない」と述べた。
5月20日、県の行った調査を巡り、県が調査の協力を依頼した弁護士が、告発文書で知事の政治資金に関連して指摘された県信用保証協会の顧問弁護士だったことが報道により明らかとなった。この内部調査に協力した弁護士の適格性については、県職員局は日本弁護士連合会弁護士倫理委員会に見解を求め「法的な問題はない」、弁護士の中立性について「外部調査委員の場合などの例外を除き、中立性は求められていない」とする別の弁護士の見解を公表した。同日、日本維新の会の会派も第三者機関設置に賛同することで合意した。5月21日、内藤兵衛議長（自民）が「全会派合意」による第三者機関設置を斎藤に要請し、斎藤は第三者機関の設置による再調査を正式表明した。弁護士問題を受け、調査の客観性や中立性を疑問視したひょうご県民連合が懲戒処分の撤回を求めるなどしたが、斎藤前知事は22日の会見で「報道で初めて知った」との認識を示し、「調査の主体は弁護士ではなく、人事課。懲戒処分は適正だった」と主張した。29日、斎藤は会見で第三者機関の設置事務を県の代表監査委員に委任する方針を示した。

#### 6月
6月5日、斎藤前知事は、告発文にあった「出張先で車を降りて20メートル歩かされ職員を怒鳴り散らした」という記述について、パワハラを否定しつつ「業務に必要な範囲内で注意した」と一部事実関係を認めた。6月7日、片山前副知事が県議会で、議会運営委員長に対し、「突然ですが、辞職しようと思います。だから、百条委だけは（やめてほしい）」と懇願した事実が明らかになった。
6月7日、知事のおねだり疑惑について、兵庫県議会本会議においてひょうご県民連合の北上あきひと県議から「2024年2月に但馬地方のスキー場を訪れた時にスキーウェアの無償提供を求めた」との指摘があった。斎藤前知事は「発言の趣旨は覚えていないが言ったとしても地場産業のPRとして公務上で使わせていただくという意味であり、個人で受領することを強要するような事実はない」と否定した。同日、北上議員の発言をもとに関西テレビが「養父市のスキー場を視察に訪れた際、スキーウェアをおねだりした」と疑惑を報道した。
6月9日、やぶ市観光協会は自身のHPにて「記事に書かれておりますスキーウェアに関する内容、またそのようなニュアンスに取れるものを含め、ご発言を受けたという事実は確認されませんでした」と疑惑について否定した。
6月13日、県議会は百条委員会の設置議案を賛成多数で可決した。議案は自民党県議団とひょうご県民連合が共同提案し、両会派や共産、無所属議員などの議員50人が賛成した。維新の会県議団と公明党県議団は反対した。自民内では当初百条委の設置への賛否が割れていたが、斎藤前知事が一部事実関係を認めたことから、県の調査結果には疑念が残るとして百条委の設置を提案するに至った。
6月14日、県議会は「文書問題調査特別委員会（百条委員会）」の第1回目の会合を開催した。設置された本委員会は、自民党、維新の会、公明党、ひょうご県民連合、共産党、無所属の６つの会派からなる計15人で構成され、委員長は自民党の奥谷謙一議員、副委員長には維新の会の岸口実議員が選出された。この会合では今後の基本的な運営について「原則公開とし、インターネットによる中継及び録画を行うこと」「個人のプライバシーに関わるとき等は、委員会の議決により秘密会とすること」なども確認された。
6月20日、斎藤前知事は定例記者会見で文書の各項目について初めて説明をし、7項目の疑惑をすべて否定した。
6月27日、県議会は百条委員会の2回目の会合を開催。7月19日予定の3回目の会合に、元西播磨絵県民局長に証人出頭を求めることなどが確認された。その後、押収されたパソコンに残っている他の文書も含めて百条委員会で開示しようとする意見が出た。そのため元西播磨県民局長の代理人が県人事課に、プライバシーに関わる資料については十分に配慮するよう申し入れた。人事課は開示に支障があるなら百条委員会に申し入れるようにと伝えたところ、代理人は改めて百条委員長宛に、調査目的以外の資料は開示しないよう申し入れた。。

#### 7月
7月7日午前10時頃、元西播磨絵県民局長は、県議会事務局宛てに、百条委員会が提出を求めた書類を添付した、百条委員会への出頭に前向きな内容のメールを送っていた。同日夜、元西播磨絵県民局長の家族から県警に行方不明届が出された。県警が捜索した結果、姫路市の親族の家で亡くなっているのが発見された。自殺とみられる。「一死をもって抗議する」「百条委員会は最後までやり通してほしい」という内容のメッセージとともに陳述書と音声データが遺され、これらは遺族が同月12日付で百条委員会に提出した。同日夜22時頃、斎藤前知事は元西播磨絵県民局長の死を片山前副知事からの連絡で知った。
7月8日9時半、百条委員会の緊急理事会が開かれ、告発文書とは無関係の資料について開示の要求をしないことが決議された。日本維新の会の議員（岸口実、増山誠）の２県議は無関係とされた資料を公開せよと主張し反対した。同日13時頃、神戸新聞が元西播磨県民局長の死亡を報じた。同日夕、斎藤前知事は報道各社の取材に応じ、「（百条委員会の出席で）心理的なご負担はあったと推察できる」と述べ、弔意を表した。
7月10日、兵庫県職員労働組合は「もはや県民の信頼回復が望めない状況になっている」として、斎藤前知事に辞職を求める申し入れ書を提出した。同日、斎藤前知事は会見で「生まれ変わって信頼関係再構築したい」と述べ、辞職を否定した。同日から11日にかけて、維新の会兵庫県議会議員団幹事長の門隆志県議は自身のX（旧Twitter）に「週刊誌と組む一部議員の動きを見ると、ただただ維新や知事を叩きたいがための政争の具」「20m歩かされ声を荒げたなんて可愛いレベル」と投稿した。
7月11日、片山前副知事は「県政が停滞している。自分も責任を取るので、一緒に辞任しませんか」と斎藤前知事に迫ったが、斎藤前知事は「辞めるという選択肢はない」と断った。また、これを含め５回辞職を促したが斎藤前知事は辞職しなかったことが片山前知事の記者会見で判明している。
7月12日、片山前副知事は7月末付で辞職する旨の辞表を斎藤前知事に提出。同日、片山前副知事は記者団の取材に応じ、「パワハラはなかったが厳しい叱責はあった」と斎藤前知事のコミュニケーション能力に言及した上で、県政の混乱を理由に6月上旬から計5回、斎藤にも辞職を促したが断られたとも明かした。また、懲戒処分の手続き自体に「問題がなかった」とする一方、「嘘八百という言葉は人事当局は使っておらず、私にも違和感があった。知事がすぐに謝ればよかった」と振り返った。同日夕方、斎藤前知事は記者会見し、「反省するところは反省し、私自身を変えていきたい」と述べ、改めて辞職を否定した。同日、元西播磨県民局長の遺族は「一死をもって抗議する」「百条委員会は最後までやり通してほしい」という旨のメッセージとともに遺された陳述書と音声データを百条委員会に提出した。
7月14日、自民党兵庫県連会長は神戸市内で開かれた県連大会で、事実上、斎藤前知事に辞職を求める発言をした。同党が2021年の知事選で斎藤前知事を推薦していたことをふまえ、メディアは「知事離れが加速している」と報じた。
7月16日、百条委員会の非公開の理事会が開催。「おねだり体質」の証拠として上記の音声データと陳情書が提出されたことが報告された。斎藤前知事が2022年秋頃に兵庫県上郡町に公務出張した際、同町の特産品のワインについて「まだ飲んだことがない」「折を見てお願いします」と所望する声のデータが理事会で実際に流れた。音声データには「この間はイチゴ、ジャム、塩」と地元産品を受領したことを示唆する発言もあった。同日、県秘書課は、斎藤に対する「殺すぞ」という電話やメールが複数あったこと、辞職を求めるなどの問い合わせが1000件以上相次いでいることなどを発表した。これを受けて斎藤前知事はこの日同県尼崎市内で予定していた視察を中止した。
7月18日、県の退職者で構成する「ひょうご県友会」「県職員退職者会」の2団体（加盟者は計約3050人）は、斎藤に県政正常化を図るよう要請した。事実上の辞職勧告に当たる。
7月19日、斎藤は記者団の取材に応じ、ワインを受け取っていたことを認めた。自身の進退については「たくさんの方々から『知事頑張れ』『負けちゃいけないよ』『絶対やめちゃだめだ』という言葉をいただいている」と述べ、辞職を改めてここでも否定した。同日、兵庫県の斎藤元彦前知事宛てに特産ワインを届けたことをめぐり上郡町の梅田修作町長は町内で記者会見し、「（ワインを以前から）知事に渡したいと思っていたが、渡していないことに気付いた」と発言し、また「『おねだり』とは感じなかったが、知事が公の会議の場で発言したことは非常に重いと思う。それに多少影響されてワインを次週に機会があったので持参した」と述べた。
同日、兵庫県選挙管理委員会は、斎藤前知事の早期辞職を想定し、知事選の準備に関するメールを県内全41市町の選管に送った。知事選の選挙公報の配布先と必要な部数について23日までに回答するよう求めた。
7月20日、元西播磨県民局長が利用した県の公益通報制度については県財務部が所管して調査を進めてきたが、調査結果について公表した。弁護士らで構成する「公益通報委員会」に意見を聴いたうえで、是正措置などの対応を決め、委員の一人だった片山安孝副知事は文書で疑惑が指摘されており、この件では外れていた。県の公益通報委員会は「パワハラ疑惑については一部で強く叱責されたと認識する職員もいたが、認定には至らなかった」との見解を表明した。また、片山が斎藤の政治資金パーティー券の販売に関わったとされる点については違法性を否定したが、「今後は慎重に対応すべきだ」とする方針を示した。
7月22日、日本共産党兵庫県委員会は、斎藤に辞職を求める見解を文書で発表した。同日、斎藤前知事は出張先の徳島県鳴門市で記者団に「私の大きな責任は一つ一つ仕事をきちんと日々こなし、前に進めることだ」と改めて説明した。7月23日、小野市長の蓬萊務は定例記者会見で「今トップとしてなすべきことは辞職以外にはないのではないか」と述べた。加古川市長の岡田康裕も同じく定例記者会見で「今のような報道が相次いでいる状態だと、新しいことを相談し、信頼関係の中で作り上げることができなくなる。機能不全状態かもしれない」と懸念を示した。
7月24日、知事は会見で、音声データにあった発言は、令和4年11月7日の地域づくり懇話会において、長岡壯壽県会議員（自由民主党）がいいワインができつつあるので、ぜひ応援して欲しいということで、私自身も飲んだことがないので、ぜひよろしくお願いしますということで、社交辞令として言ったと説明した。ワイン受領についても井戸元知事時代から社交儀礼の範囲内という慣例に基づいて、県としてPRや産業振興などの施策の参考とするために、県として県産品を受領することはありました、と説明した。同日、斎藤前知事の肝いり施策である「若者・Z世代支援」などを担当していた理事が「現在の県政を取り巻く状況において現職で現務を遂行することが心身ともに厳しい」として異動願を提出。異動と同時に特別職の理事から部長級への降格となった。元西播磨県民局長の告発文書では元理事の名前も挙がり、「知事選で事前運動に関わった」などとする疑惑が記されていたが、県は人事課の内部調査で「事実はなかった」と現在まで否定している。

#### 8月
8月1日、もう一人の副知事は県議会の特別委員会で、出席予定だった総務部長が体調不良で病欠していると明らかにした。総務部長は斎藤前知事の側近で、告発文書の対応にあたってきた。総務部長は8月19日付で総務部付に異動した。。
8月7日、斎藤は記者会見でこれまでの時系列と公益通報についての県の考えを改めて説明した。「文書は居酒屋などでのうわさ話を集めて作成した」との元局長の供述を強調し、「真実相当性がなく、外部通報の保護要件に当たらない」と対応の正当性を繰り返した。
8月20日、斎藤知事は定例記者会見にて、告発文を「公益通報」として扱わなかった根拠となる元局長の「うわさ話を集めたものと説明した」との証言について改めて問われると、「記録は存在する」と話したものの「条例で開示できない」と回答した。また一方で、百条委員会から記録の提出を求められた場合は「適切に対応する」とした。同日、兵庫県警は県議会警察常任委員会において、黒田一美県議の「議会関係者・警察・マスコミなどへ提供されたとされる（3月12日の）文書は兵庫県警へ通報されたのか。2号通報（公益通報者保護法第3条第2号の権限を有する行政機関等への通報）に該当すると考えるが、公益通報として受理しているのか」との質問に対し、「3月15日付けで受領している。文書については記載内容や匿名の文書であることなどを総合的に考慮した結果、現状においては公益通報（2号通報）としての受理には至っていない」と答えた。
8月21日、丸尾牧県議が「私が取った兵庫県職員アンケートでは、知事スキーウェアたかり事件『神鍋高原視察のとき、スキーウェアを欲しいと言っていました。結局プレゼントはなかったですが、知事が欲しがったようです。』と記載されていた」と自身のX（旧Twitter）に投稿した。また本件に関して「現地の観光協会の会長に問い合わせ、裏どりしています」とも投稿した。
8月22日、日高神鍋観光協会が公式HPにおいて声明文を発表し、「当協会関係者に事実確認を行いましたが所謂「たかり」や、そのようなニュアンスに解釈されるような事も含め確認されなかった」と丸尾牧県議の疑惑を否定した。その後、日高神鍋観光協会は公式HPにて「某議員より関係者へ正式に謝罪があり、上記の当該ポストを削除する事で和解となりました事をご報告いたします」と公表した。
8月23日、百条委員会にて非公開で実施した証人尋問が行われた。奥谷謙一委員長らは終了後に記者会見し、6人の職員の証言内容を明らかにした。いずれも明確に斎藤から「パワハラを受けた」とは証言しなかった。告発文書では「出張先の施設で玄関の20メートル手前で公用車を降りて歩かされ、職員をどなり散らした」とされる件については、「（斎藤前知事は）どなるほどではないが、きつい口調だった。玄関に県職員2人が待っていたので、おそらくそこまで行けると思ったのではないか」と証言した。斎藤前知事が、ある最高幹部に対して、文房具を投げたのを目撃した、と証言した。関係者によると、投げられた文具は付箋で、投げつけられたのは当時の片山前副知事であったことを片山前副知事自身が証言した。イベントなどに斎藤前知事が出席する際、取材に来てもらえるよう職員がマスコミに依頼していた。来なかった場合は不機嫌になっていた、と証言した。
8月30日、斎藤前知事が初めて百条委員会に出席し自身の疑惑について証言した。県立考古博物館で開かれた会合に出席した時に、公用車が車両の進入禁止区間の手前、建物の玄関から20メートル離れた場所に止まり、その際に斎藤が出迎えの職員2人を「もっと気を使うべきではないか」などと叱責した件について、「2人の職員が待っていたので、そこまで車が当然行くと思っていたが、突然止まったので『どうしたの』と言ったら『車止めがあります』と。私の当時の認識としては“車止めが取り忘れていた”と。“そこまで車が行くべきだった”と認識しています。合理的な指摘だった」と証言した。当時の副知事との打ち合わせ中に付箋を投げた件については「片山前副知事に向かってではなく、机に向かって投げた。その大きさの付箋を束のまま投げたということはない。1枚の付箋を折りたたみながら話を聞いていて。（Q.腹が立った）目の前に放り投げてしまった」と証言した。幹部職員が参加するグループチャット上で、斎藤前副知事が深夜や休日を問わず指示を送っていた件に関しては「忘れないうちに備忘録的に送った面もあるにしても、レスポンスは明日でいいとか、週明けでいいとか、丁寧に書いておくことは、今考えればすべきだったと思う」と証言した。

#### 9月
9月2日、優勝パレード巡る背任容疑で、東京都の男性が斎藤前知事と片山前副知事を大阪地検特捜部に刑事告発した。
9月5日、委員会に出席した公益通報に詳しい奥山俊宏・上智大教授は、県が告発を公益通報として扱わずに告発者を懲戒処分としたことは、公益通報者保護法に違反するとの見方を示した。同日の尋問で、原田剛治産業労働部長は、斎藤が3月に側近を集め、文書作成者の特定を指示したと証言した。
9月6日、委員会に出席した公益通報者保護法に詳しい山口利昭弁護士は、元局長がことし3月、県議会議員や報道関係者などに告発文書を送ったことは、県が公益通報者保護法で定められた公益通報に対応する体制整備の義務を果たせていないとして「県は法令違反の状況が続いている」と指摘した。また、山口弁護士は、3月27日に元西播磨県民局長が、片山前副知事に「しっかり調査してください」と言っていたことに注目し、4月4に内部通報窓口に通報した日よりも前の、3月27日のこの時点で、「外部通報から内部通報に変わった」と指摘している。同日、委員会に出席した片山元副知事は、告発文書を作成した元局長を公益通報の保護対象とせず、懲戒処分にした経緯などについて「3月21日に知事から文書を初めて見せてもらった。知事から徹底的に調べてくれというような話があった」と述べた。また「3月下旬の時点で公益通報で告発者を守らなければならないという認識はあったか」と問われ、「ありませんでした」と述べ、「メールの調査の中に、『クーデターを起こす、革命、逃げ切る』というくだりがあった。斎藤政権にダメージを与える、転覆させるような計画で、選挙で選ばれた知事を地方公務員が排除するのは不正な目的なのでちゃんと調べなくてはいけないと考えた」と発言した。同日、委員会に出席した斎藤は、自身のパワハラ疑惑の告発文書を作成、配布した職員（7月に死亡）を公益通報者保護法に基づく保護対象としなかったことについて「瑕疵（かし）はない」と証言した。専門家は県による法令違反を指摘したが、斎藤は「公益通報に該当するとは思っていない」と述べ、主張が食い違った状態が続いている。
9月9日、日本維新の会が斎藤の辞職と出直し選挙を求める申し入れ書を提出した。12日には自民党と公明党、ひょうご県民連合、共産党の4会派と無所属議員4人が共同で辞職の申し入れを行い、全議員86人が辞職を迫る事態となった。
9月19日、兵庫県議会に提出された斎藤知事不信任決議案は投票の結果、憲政史上初めて全会一致により不信任決議が可決された。都道府県知事に対する不信任決議可決は5例目となり、斎藤は10日以内に県議会解散もしくは辞職、あるいは10日経過による知事失職のいずれかを選ぶこととなっていた。
9月26日、斎藤は、記者会見で、県議会を解散せず、不信任決議可決から10日経過後の同月30日付で知事を失職した上で、その後行われる出直し選挙へ立候補を正式表明した。
9月30日、斎藤は、兵庫県知事を自動失職した。

#### 10月 - 11月
10月3日、斎藤前知事（当時）はネット番組「ReHacQ」に出演し、失職後に初めてロングインタビューを受け、文書問題やこれまでの県政の成果について語った。同日、百条委員会の理事会（非公開）は、24、25日の百条委員会で予定される証人尋問について、兵庫県知事選挙（10月31日告示、11月17日投開票）に影響が出ないよう、両日とも非公開とし、報道各社への説明も実施せず、知事選終了後に部長級以上の職員らの尋問の映像や議事録を公開する方針で合意した。
10月9日、市民団体（市民オンブズ尼崎、市民オンブズ西宮など、3団体）が、斎藤前知事と片山前副知事を背任の疑いで、県警に告発状を提出した。市民オンブズ尼崎は、百条委員会委員である丸尾牧県議（無所属、緑の党グリーンズジャパン）が世話人を務める団体である。
10月11日、第8回百条委員会で、証人尋問を予定している24、25日の百条委員会を秘密会とすることが正式決定された。
10月24日 - 25日、第9回・第10回の百条委員会が行われた。この委員会では、兵庫県知事選挙への影響を考慮し、斎藤の出頭を求めず、秘密会（非公開）として行われ、告白文書の優勝パレードの項目について、片山元副知事と信用金庫の関係者などに対し、証人尋問が行われた。この内容や録音してはいけないはずの音声データが、後日、参加した反斎藤派と斎藤擁護派の双方の複数の県議や関係者から漏洩し、報道内容が食い違う事態が発生した。
10月31日、2024年兵庫県知事選挙が告示され、斎藤は出直し選挙に出馬をした。
11月17日、上記選挙において1,113,911票（得票率：45.21%）を獲得し、斎藤が兵庫県知事に再選した。

#### 2025年3月 - 5月
3月4日、百条委員会は調査報告書を全会一致で決定した。報告書では、元西播磨県民局長に対する「告発者捜し」や懲戒処分を「公益通報者保護法違反の可能性が高い」と結論づけ、内部告発判明後の斎藤らの一連の対応を「客観性、公平性を欠き、行政機関の対応としては大きな問題があった」と批判した。また「総括」として、告発文書で示された7項目の疑惑のうち、パワハラや一部贈答品の受領などの疑惑について「一定の事実が確認された」とした。翌5日の県議会本会議で百条委員会の調査報告書が賛成多数で了承された。斎藤はこの日の定例記者会見で「重く受け止める」としつつ、県の内部告発への対応は適切とする従来の見解を変えなかった。パワハラ疑惑も「業務上必要な範囲内」とし、報告書を受け入れない姿勢を示した。
3月19日、第三者委員会は県に調査報告書を提出し、公表した。告発文書を公益通報として扱わず作成者を処分した斎藤らの対応は「明らかに違法」で、処分は無効と指摘。調査対象となった職員への叱責など10件をパワハラだと認定した。これを受け、斎藤は記者会見で公益通報について「義務の対象は外部通報も含まれるという考え方もある一方で、内部通報に限定されるという考え方もある」と述べ、第三者委員会の判断を受け入れない姿勢を示した。公益通報制度を担当する消費者庁は4月に県の担当部署に連絡し、斎藤の認識が国の見解と異なるとしたうえで、「外部への通報者を含めた措置を取るべきで、地方公共団体などに対応を求めている」と伝えた。5月14日には参議院本会議で伊東良孝消費者担当相が、一般論として通報先が監督官庁や報道機関など外部でも「保護要件を満たせば、解雇などの不利益な取り扱いから保護される」と答弁し、斎藤が示した法令の解釈を否定した。
5月12日、県幹部約120人と共に、パワハラ対策や公益通報者保護制度についての研修を受けた。
5月27日、第三者委員会は元西播磨県民局長の私的情報が漏洩した問題について、元総務部長が県議3人に元局長の私的情報を漏洩したと認定する調査報告書を公表した。「知事、片山元副知事の指示により情報漏洩を行った可能性が高いと判断せざるを得ない」と結論付けた。県は認定を受け元総務部長を停職3カ月の懲戒処分とした。同日、斎藤は報道陣の取材に応じ「漏洩の指示はしていないという認識に変わりない」としつつ、漏洩したことについては「改めておわびしたい」と謝罪。自らの処分については「組織の長として責任を感じている。自らの処分をこれから具体的に考えるが、給与のカットを含めて検討したい」と述べた。

### 百条委員会の論点と確定
- 自殺した県民局長への調査結果

- パワハラ訴え内容と有無

- 贈答品受領内容と有無

### 斎藤本人の文書問題に関する発言
2024年10月3日、斎藤前兵庫県知事（当時）は、ネット番組「ReHacQ」に出演し、文書問題に関する見解や県政運営について語った。この出演は、失職後初のロングインタビューとなった。斎藤は、この番組において文書問題について県民への謝罪の意を表明し、道義的責任については辞職ではなく他の方法で果たしたいとの考えを示した。また、職員とのコミュニケーション不足を反省点として挙げた。告発文書に関しては、真実相当性や客観的な証拠の不足を指摘し、公益通報の要件を満たしていないとの認識を示した。また、元西播磨県民局長の死亡との関連については、直接のハラスメント行為を否定した。公益通報者保護法については、改正後のガイドラインでも真実相当性が重要であると主張し、県の対応は法的に問題ないとの見解を示した。自身の県政運営については、行財政改革の推進や若者世代への投資を強調し、再選への意欲を見せた。また、県庁整備計画の見直しや海外事業所の削減などの実績を挙げ、しがらみのない改革の必要性を訴えた。また、パレード補助金や百条委員会に関する質疑応答では、従来通り一貫した主張を述べた。

### 文書問題に関する著名人の評価
- 橋下徹 - 斎藤は大阪府では財政課長を務めた。当時を知る大阪府の吉村洋文知事と、松井一郎元大阪市長は、自分の部下として斎藤が働いていた時、『こんな人物だと思わなかった』と話し、課長時代は、こんなところをみじんも見せないように誠実に仕事をやっていたという。橋下は「斎藤のうそ八百発言を聞いて斎藤の人間性に気付いた。維新の執行部は斎藤の本質に気付いていない」などと私見を述べた[252]。
- 丸山達也（島根県知事） - 知事は辞めるべきじゃない。人が亡くなるということが発生している以上は、それは政治責任のレベルを超えている。百条委員会に出席を予定していた方の自殺の原因に人事課から押収された自分の業務パソコンのデータを洗いざらい全部確認されて、その中に知られたくないプライバシーの情報があり、言うことを聞かないなら、これを洗いざらいぶちまけると言っていたとも報道されていることから、脅迫罪が成立する。また、守秘義務違反がありうる。兵庫県警が、予算編成権を現知事に握られているためできないなら大阪地検特捜部がやるべき。やらねばならないことが知事には山とある。辞めた副知事みたいに、メディアに出なくてもいい、百条委員会しか出なくてもいいという状況にしてはいけない。そのために辞めちゃいけない[253]。
- 泉房穂 - （贈答品受領に関して）今の時代は相手から申し出があっても断るのが原則。政治家たるもの結果責任を負う立場として辞職べきだが、今回のように開き直られている場合は知事を辞めさせる方法は2つ、「リコール」と「議会の不信任決議案」しかない。リコールは兵庫県の場合、66万人の署名を集めなければいけないなど、要件が厳しすぎるため、実質「議会の不信任決議案」しかない。斎藤は「悪い」と思っておらず、「自分は悪くないのに叩かれている被害者」だと思っていると感じた。兵庫県では1962年以来60年以上にわたり、総務省の官僚が知事を続けている「お殿様状態」で斎藤個人の問題だけではなく、県自体に問題の土壌があった[254]。 兵庫県知事選で再選を果たした斎藤氏については「多面的な見方ができず、一面的な見方だけで、個人攻撃をしたことについて、深く反省し、ご本人（斉藤知事）に謝罪をさせていただいたという経緯」と説明。「これからは多面的な見方を心がけたいと思っている」とし、「謝罪に賛否両論があることも理解しており、それも含めて反省している」とつづった。「Mr.サンデー」（日曜午後10時）に生出演した際、「加えて、おわびです。私、一面的な見方で、かなり厳しいトーンで、この間、対応してきたことにつきまして、今回民意を見て、私自身、反省するところも多く、おわび申し上げたいと思います」と謝罪。続けてXでも「一面的な見方で、この間、対応してきたことにつき、反省するところも多く、お詫び申し上げたい。民意は斎藤氏に共感し、斎藤氏を選んだ」とした上で「民意を得られた斎藤氏におかれては、しっかりと県民のために頑張っていただきたい。あらためてお詫び申し上げます」と改めて謝罪していた[255]。
- 立花孝志 (NHK党党首) ｰ 斎藤知事はパワハラ、おねだりは一切していない。また、斎藤知事はオールドメディアにいじめられていた。また、現在もいじめられている。大人のいじめをされている。斎藤知事は兵庫県の改革を公約通りに実現していると斎藤知事のことを高く評価していた

### 世論調査
文書問題が報じられた後の2024年7月の神戸新聞社の世論調査では、斎藤県政の支持率が15.2%にとどまった。一方で同年11月に斎藤が出直し選で再選した際の同社の出口調査では、斎藤県政を評価するとの回答が75.3%を占めた。第三者委員会が斎藤のパワーハラスメントを認定し、県の告発文への対応を「違法」と判断した調査報告書を公表した後の2025年4月の調査では、支持率は34.5%となった。

## 諸問題

### 事務所費問題
斎藤の関連政治団体には「さいとう元彦後援会」と「ひょうごを前に進める会」がある。前者の政治資金収支報告書には、自民党の兵庫県内の支部などから計数千万円、兵庫維新の会からは数百万円の寄付が計上されている。知事に当選した2021年に両団体の経常経費の「事務所費」の項目には、それぞれ4,967,772円と4,161,004円、合計約900万円が計上されたが、その内訳は公開されていない。政治資金や選挙などに詳しい岩井奉信日本大学名誉教授は、この問題に関し、丁寧に説明すべき責任があると指摘。2021年当時の両団体は、斎藤の実父が代表者、会計責任者、事務担当者を務めた。主たる事務所の所在地は実父宅であった。斎藤は、これらは実父宅とは別に選挙事務所として使用した神戸市中央区と姫路市の事務所費用だと説明し、「後援会、家賃＝1,936,000円、電話代＝219,748円、備品レンタル代＝1,330,120円 合計＝350万円弱」であるとしたが、計上された490万円とは約100万円以上開きがあった。「進める会」の内訳は合計で880万円であり、報告書とは230万円の開きがあった。それに関し、斎藤の代理人は「主なものだけを回答した。明細は全部は出していない」と回答し、不透明な部分を残した。

### 背任容疑
2025年6月13日、兵庫県警は斎藤元彦と片山安孝を、阪神・オリックスの優勝パレードの寄付金集めのために金融機関へ補助金を増額して県に損害を与えたとして背任容疑で書類送検した。

### 選挙買収容疑
2025年6月20日、兵庫県警は斎藤元彦を買収、折田楓を被買収の公職選挙法違反容疑で書類送検した。